# 立花裕人のMORNING FREEWAY
『MORNING FREEWAY』（モーニング・フリーウェイ）はTOKYO FMで月曜日から金曜日の6:00 - 9:00に放送されていたラジオ番組である。
正式にはメインパーソナリティの冠番組である。

## 番組概要
番組形態は前身の『BIG BANG TOKYO』を引き継いだ生放送の情報番組。朝の慌しい時間に相応しく、個々のコーナーやコラムは手短にまとめられた。6:00 - 7:00までは一部の放送局（最大ネット時で北海道・山形・仙台・静岡・愛知・広島・愛媛）で、7:00 - 7:30と8:00 - 8:20の間は全国のJFN加盟の放送局38局でネット放送されていた（ただし8:00 - 8:20は一部JFN加盟局を除く。）。また福岡県築上町の東九州コミュニティー放送では8時まで全編ネットされていたこともある（ミュージックバード経由）。

## 越智啓斗のMORNING FREEWAY
初期は1995年4月3日開始の「越智啓斗のMORNING FREEWAY」（おちけいとのモーニング・フリーウェイ）。ケビン・クローンが越智 啓斗（おち けいと）のマイクネームでパーソナリティを務めていた。この頃はアシスタント役のサブパーソナリティがおらず、ケビンが単独で進行していた。ただし情報キャスターの役割でTOKYO FMのアナウンサーもいた。また、6時と7時のオープニングには『見えるラジオ』の宣伝を兼ねてピチカート・ファイヴが担当したTOKYO FMのジングルが流されていたが、TOKYO FM以外の地域にもネットしていたため「TOKYO FM」のフレーズを外したものが使われていたほか「見えるラジオ MORNING FREEWAY～」と歌うジングルがあった。ただし東京ローカルでは「MORNING FREEWAY on Eighty point Zero TOKYO FM」というものもあった。この背景として見えるラジオが誕生した年であり「見えるラジオと音声番組の連動」を目指した実験的朝番組である。フジテレビの『グッドモーニングジャパン』以来４年９か月ぶりの朝ワイドであったが、ケビンは半年で降板した。

### 越智時代のコーナー
- MORNING FREEWAY from WORLD - 世界の話題や天気予報
- MORNING FREEWAY MEGA TOKYO - 東京にまつわるユニークな話題、アフター5の天気予報
- MORNING FREEWAY HEADLINE - JFN全局ネットのネットワークニュース枠
- MORNING FREEWAY TOYOTA なんでもカウントダウン - JFN全局ネット
- 京セラ MY CITY TALK - 京セラ製の携帯電話を使ってTOKYO FMのアナウンサーが街角からレポートする
- MBJ BIG DREAM - 越智とこの後の番組『FMソフィア』担当の坂上みきで進行

これらのコーナーはジングルなどをかえて立花時代も継続した。

## 立花裕人のMORNING FREEWAY
1995年10月、1年前まで本名の万代裕人ととしてテレビ朝日の『CNNデイブレイク』などでキャスターを務めた立花裕人が登板。『立花裕人のMORNING FREEWAY』（たちばなひろとのモーニングフリーウェイ）にリニューアル。丸9年後の2004年9月30日をもって放送終了。同10月からは番組に出演していた七尾藍佳が引き続き同枠で『6Sense』を担当している

### パーソナリティー
- 立花裕人（1995年10月 - 2004年9月）
- 柴田玲（1995年10月 - 2000年3月 現在フリー）
- 上田万由子（2000年4月 - 2001年3月）
- 手島里華（2001年4月 - 2003年3月 元ニッポン放送アナウンサー、現在J-WAVEアナウンサー）
- 七尾藍佳（2003年4月 - 2004年9月）

立花、七尾以外は担当当時TOKYO FMアナウンサー。

### 主な番組コーナー
多くのコーナーはそのまま、ないしは改題の上（内容はほぼ同一）で次番組でも行った。

#### 番組終了時点
- おはようSMAP …SMAPのメンバーが一人ずつ登場し、東京地方の天気を伝える。
- ECOLOMUSIC! …環境保護に関する話題を取り上げる。
- ANA CHINA FILE …中国の経済や文化などを紹介する。
- MY OLYMPIC …オリンピックに関するコラム。メダリストのインタビューも放送する。ジャパンFMネットワーク制作の番組。全国のJFN加盟局でも同時、あるいは時間差ネットで放送している。
- モーニングショット WAKE UP NEWS …7:00～JFN全国ネットのニュースと話題。
- リポビタンD FIELD OF SPORTS …スポーツニュースとスポーツに関する話題。毎日1名にリポビタンD50本をプレゼントする。
- TOYOTA VIEW UP TOMORROW …毎日、エンターテイメントなどの特集を放送。このコーナーでアーティストのライブを企画することもある。
- フライエミレーツ NEWS ON AIR …ロイター通信発のニューストピックス。
- ロッテ WEATHER FOCUS …関東地方の天気とその日の予定。
- マルコメ カラダがよろこぶ朝ごはん …簡単でヘルシーな朝食を紹介。
- Sound Jacket …その日のテーマに沿った曲をO.A.
- コジマ キャッチ・ザ・ワールド …毎回1つのWebサイトを紹介。
- SUZUKI 今日のキーナンバー …8:00〜8:09放送。毎回1つの数字を取り上げて、その数字に関する話題を取り上げる。
- メルセデス・ベンツ スーパーコラム[2] …8:10放送開始。毎週1組のゲストを迎え、立花とトークを繰り広げるコーナー。

#### 途中で打ち切られたもの
- WORLD HEADLINE…7:00～JFN全局ネットのニュースと話題。2002年3月まで。その後はNEWS ALIVEとタイトル変更。
- TOYOTA 何でもカウントダウン…7:10～JFN全局ネットで、政治、経済、スポーツ、芸能、占いなどの話題。2000年3月まで。高野孟、梨元勝、荻原博子などが出演。

- タカタ・セイフティ・アベニュー…8:09〜8:10放送。
- LUCKY STRIKE MUSIC CROSSROAD…リスナーからのリクエスト紹介。1998年3月まで。
- 三菱地所 モーニングボイス
- 三井ファイニング 東京オンモード

- ネスカフェ・サンタマルタ マインドチャージ